# Schwoben
Schwoben is een gemeente in het Franse departement Haut-Rhin (regio Grand Est) en telt 269 inwoners (2004). De plaats maakt deel uit van het arrondissement Altkirch.

## Geografie
De oppervlakte van Schwoben bedraagt 2,4 km², de bevolkingsdichtheid is 112,1 inwoners per km².
De onderstaande kaart toont de ligging van Schwoben met de belangrijkste infrastructuur en aangrenzende gemeenten.

## Demografie
Onderstaande figuur toont het verloop van het inwonertal (bron: INSEE-tellingen).